# President van de Presidentiële Raad
De President van de Presidentiële Raad was een ceremoniële functie in de Hongaarse Volksrepubliek, vergelijkbaar met die van ceremonieel president van een republiek. De functie werd in augustus 1949 ingevoerd. Met de opheffing van de Hongaarse Volksrepubliek op 23 oktober 1989, werd het ambt van President van de Presidentiële Raad afgeschaft en het presidentschap ingevoerd.